# Premio Teddy
El Premio Teddy (en inglés: Teddy Award)  es un premio alemán que se entrega desde 1987 para películas con protagonistas lesbianas, gais o trans. Se entrega la noche anterior a la entrega del Oso de Oro, dentro de los actos de la Berlinale, el Festival Internacional de Cine de Berlín.

## Historia
En 1987 nació la idea de crear un premio de cine gay-lésbico, el Teddy. Con ello se pretendía que el premio tuviese eco más allá del ambiente homosexual, dando relevancia en los medios de comunicación generalistas a las películas de tema LGBT, que les había sido negada hasta el momento. El nombre del premio le fue dado en honor al premio principal de la Berlinale, el Oso de Oro. Wieland Speck y Manfred Salzgeber nombraron como jurado, a todas aquellas personas «que hubiesen visto todas las películas»  y dieron al grupo el nombre de International Gay & Lesbian Film Festival Association (IGLFFA). El primer Teddy fue entregado a Pedro Almodóvar, por su película La ley del deseo, con el casi desconocido por entonces Antonio Banderas.
En 1990 se realizó la primera gala de entrega de premios en el SchwuZ, con unos 400 invitados, organizado por BeV StroganoV y los trabajadores de la librería Prinz Eisenherz.
En 1992, el comité organizador de la Berlinale reconoció el premio como oficial y lo incluyó en la lista de los premios.
En 1997 se fundó la asociación TEDDY e.V., que recoge dinero todo el año para el premio, además de trabajar en la promoción pública del Teddy.

## Premio
Actualmente (2019) los premios más importantes son:
- Cortometraje
- Documental
- Largometraje

El Teddy consiste en un «Teddy» de metal, sentado sobre un adoquín de Berlín. La figura del Teddy se basa en un dibujo del autor de cómics Ralf König, aunque la estatua misma fue diseñada por Astrid Stenzel.
Premios similares en otros festivales son: Premio Sebastiane en el Festival de Cine de San Sebastián, Espiga Arcoíris creada en 2016 en la SEMINCI de Valladolid, o el Queer Lion en la Mostra de Venecia.
| Año  | Mejor Largometraje           | Mejor Largometraje               | Mejor Cortometraje        | Mejor Cortometraje                                      | Mejor Documental             | Mejor Documental                 |
| Año  | País                         | Película                         | País                      | Película                                                | País                         | Película                         |
| ---- | ---------------------------- | -------------------------------- | ------------------------- | ------------------------------------------------------- | ---------------------------- | -------------------------------- |
| 1987 | Bandera de España            | La ley del deseo                 | Bandera de Estados Unidos | Cinco formas de matarte...                              | Bandera de Estados Unidos    | Mi Nuevo Ammigo                  |
| 1988 | Bandera del Reino Unido      | The Last of England              | Bandera del Reino Unido   | Alfalfa                                                 | Bandera de Estados Unidos    | Rights and Reactions             |
| 1988 | Bandera del Reino Unido      | The Last of England              | Bandera del Reino Unido   | Alfalfa                                                 | Bandera de Alemania Oriental | Die Wiese der Sachen             |
| 1989 | Bandera de Estados Unidos    | Fun Down There                   | Bandera de Estados Unidos | Tiny & Ruby: Hell Divin 'Women                          | Bandera de Estados Unidos    | Tiny and Ruby: Hell Divin' Women |
| 1989 | Bandera del Reino Unido      | Looking for Langston             | Bandera de Estados Unidos | Tiny & Ruby: Hell Divin 'Women                          | Bandera de Canadá            | Urinal                           |
| 1990 | Bandera de Alemania Oriental | Coming Out                       | Bandera de Grecia         | Troyanos                                                | Bandera de Estados Unidos    | Tongues Untied                   |
| 1991 | Bandera de Estados Unidos    | Poison                           | Bandera del Reino Unido   | Relax                                                   | Bandera de Estados Unidos    | Paris Is Burning                 |
| 1992 | Bandera de Estados Unidos    | Together Alone                   | Bandera del Reino Unido   | Caught Looking                                          | Bandera de Estados Unidos    | Voices from the Front            |
| 1993 | Bandera del Reino Unido      | Wittgenstein                     | Bandera de Finlandia      | P (l) ain Truth                                         | Bandera de Estados Unidos    | Silverlake Life                  |
| 1994 | Bandera de Estados Unidos    | Go Fish                          | Bandera de Estados Unidos | Carmelita Tropicana                                     | Bandera de Estados Unidos    | Coming Out Under Fire            |
| 1995 | Bandera de Canadá            | La última cena                   | Bandera de Estados Unidos | Trevor                                                  | Bandera de Estados Unidos    | Complaints of a Dutiful Daughter |
| 1996 | Bandera de Estados Unidos    | The Watermelon Woman             | Bandera de Canadá         | Sin límites                                             | Bandera de Alemania          | The Celluloid Closet             |
| 1996 | Bandera de Estados Unidos    | The Watermelon Woman             | Bandera de Estados Unidos | Alkali, Iowa                                            | Bandera de Estados Unidos    | I'll Be Your Mirror              |
| 1997 | Bandera de Estados Unidos    | All Over Me                      | Bandera de Alemania       | Heroines of Love                                        | Bandera de Estados Unidos    | Murder and Murder                |
| 1998 | Bandera de Hong Kong         | Hold You Tight                   | Bandera de Estados Unidos | Peppermills                                             | Bandera de Estados Unidos    | The Brandon Teena Story          |
| 1999 | Bandera de Suecia            | Fucking Åmål                     | Bandera de Australia      | Liu Awaiting Spring                                     | Bandera del Reino Unido      | The Man Who Drove Mandela        |
| 2000 | Bandera de Francia           | Gotas de agua sobre piedras      | Bandera de Alemania       | Hartes Brot                                             | Bandera de Alemania          | Párrafo 175                      |
| 2001 | Bandera de Estados Unidos    | Hedwig and the Angry Inch        | Bandera de Francia        | Erè Mèla Mèla                                           | Bandera de Estados Unidos    | Trembling Before G-d             |
| 2002 | Bandera de Australia         | Walking on Water                 | Bandera de Estados Unidos | Celebration                                             | Bandera de Noruega           | Alt om min far                   |
| 2003 | Bandera de México            | A Thousand Clouds of Peace       | Bandera de Noruega        | Precious Moments                                        | Bandera de Alemania          | Talk Straight: of Rural Queers   |
| 2004 | Bandera de Francia           | Wild Side                        | Bandera de España         | ¿Con qué la lavaré?                                     | Bandera de Alemania          | The Nomi Song                    |
| 2005 | Bandera de Argentina         | Un año sin amor                  | Bandera de Estados Unidos | The Intervention                                        | Bandera de Suiza             | Katzenball                       |
| 2006 | Bandera de Filipinas         | The Blossoming of Maximo O.      | Bandera de Argentina      | El día que morí                                         | Bandera de Francia           | Beyond Hatred                    |
| 2007 | Bandera de Taiwán            | Spider Lilies                    | Bandera de Estados Unidos | Un paseo por el mar: Danny Williams y la fábrica Warhol | Bandera de Estados Unidos    | A walk into the sea: Danny W.    |
| 2008 | Bandera de Islandia          | The Amazing Truth A. Queen       | Bandera de Brasil         | Ta                                                      | Bandera de Alemania          | Football Under Cover             |
| 2009 | Bandera de México            | Rabioso sol, rabioso cielo       | Bandera de Estados Unidos | A Horse Is Not A Metaphor                               | Bandera de Canadá            | Fig Trees                        |
| 2010 | Bandera de Estados Unidos    | The Kids Are All Right           | Bandera de Estados Unidos | The Feast Of Stephen                                    | Bandera de Italia            | The Mouth of the Wolf            |
| 2011 | Bandera de Argentina         | Ausente                          | Bandera de Estados Unidos | Generations                                             | Bandera de Estados Unidos    | The ballad of Genesis and Jaye   |
| 2012 | Bandera de Estados Unidos    | Keep the Lights on               | Bandera de España         | Loxoro                                                  | Bandera de Estados Unidos    | Call me Kuchu                    |
| 2013 | Bandera de Polonia           | In the Name of …                 | Bandera de Suiza          | Undress Me                                              | Bandera de Francia           | Bambi                            |
| 2014 | Bandera de Brasil            | Hoje Eu Quero Voltar Sozinho     | Bandera de Líbano         | Mondial 2010                                            | Bandera de Suiza             | Der Kreis                        |
| 2015 | Bandera de Estados Unidos    | Nasty Baby                       | Bandera de Chile          | San Cristóbal                                           | Bandera de Uruguay           | El hombre nuevo                  |
| 2016 | Bandera de Austria           | Kater                            | Bandera de Suiza          | Moms on Fire                                            | Bandera de Suiza             | Kiki                             |
| 2017 | Bandera de Chile             | Una mujer fantástica             | Bandera de Suiza          | Min Homosyster                                          | Bandera de Taiwán            | Ri Chang Dui Hua                 |
| 2018 | Bandera de Brasil            | Tinta Bruta                      | Bandera del Reino Unido   | Three Centimetres                                       | Bandera de Brasil            | Bixa Travesty                    |
| 2019 | Bandera de Argentina         | Breve historia del planeta verde | Bandera de Hungría        | Entropia                                                | Bandera de Chile             | Lemebel                          |
| 2020 | Bandera de Alemania          | Futur Drei                       | Bandera de Argentina      | Reproducción.Ensayo de una despedida                    | Bandera de Francia           | Si c'était de l'amour            |